# Scythris mediella
Scythris mediella is een vlinder uit de familie dikkopmotten (Scythrididae). De wetenschappelijke naam is voor het eerst geldig gepubliceerd in 1855 door Constant.
De soort komt voor in Europa.